# Canal de Vaucluse

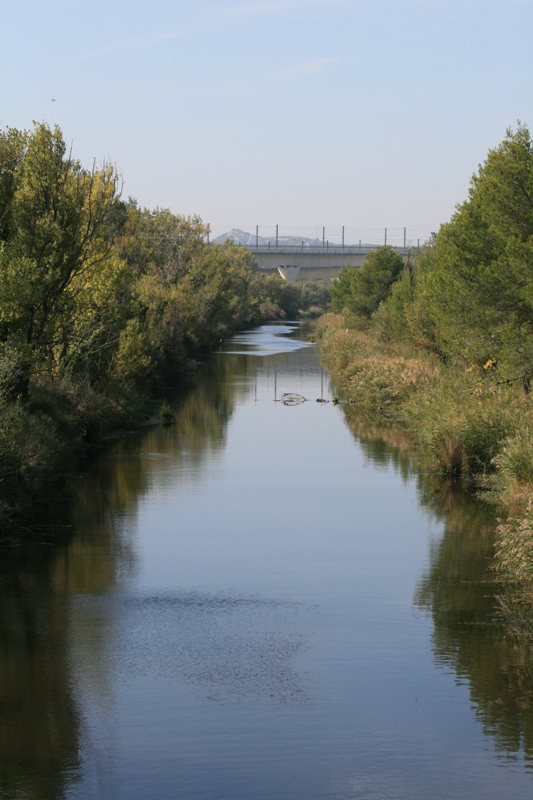
Canal de Vaucluse

Der Canal de Vaucluse ist ein 15 km langer Bewässerungskanal, der zum Flussnetz der Sorgue gehört. Er beginnt bei Le Thor und endet in den Städten Avignon und Sorgues.
Der Canal de Vaucluse beginnt bei der Prise du Prévôt, die auch La Croupière genannt wird, in der Gemeinde von Thor. Sein Wasser kommt aus einem Zweig der Sorgue d'Entraigues über die Sorgue du Trentin, flussabwärts von der Prise. Der Kanal gehört vollständig zum Wassernetz der Sorgue. Hydrologisch stammt das Wasser, wie auch bei den anderen Läufen der Sorgue, aus der Fontaine de Vaucluse. Auch etymologisch, da verschiedene Urkunden und kartographische Dokumente den Wasserlauf schlicht als „die Sorgue“ bezeichnen, genauso wie die Mehrzahl der Anwohner.

## Geographie
Als einziger Wasserlauf im gesamten Netz der Sorgue leitet der Kanal das Wasser der Fontaine de Vaucluse aus ihrem natürlichen Einzugsgebiet heraus. Ein großer Abschnitt seines Laufes wurde eingedämmt, um die Schwelle von Vedène zu passieren, wo er das Tal der Sorgue in Richtung Avignon und Sorgues verlässt.

### Hydrographie
Weiter stromabwärts regeln verschiedene Schleusen den Durchfluss des Kanals. Zunächst auf Höhe der Sept Espassiers, wo die Sorgue de la Rode entspringt, danach bei Pusque, wo fünf Entlastungsschieber und vier Sperrschieber den Kanal im Falle von starken Niederschlägen abriegeln und das Wasser in die Rode leiten.
Auf Höhe des Verteilers von Eyguilles wird der Kanal, nahe der Fachoberschule von Vedène, in zwei Arme geteilt. Der erste passiert mit einer Länge von 11 Kilometern Le Pontet, Réalpanier und die Brücke Pont des Deux Eaux und trifft auf Avignon, wo er den Tour du Saint-Esprit oder Tour de la Sorguette durchfließt. Der Kanal mündet anschließend in die Rhône südlich der allées de l’Oulle. Der zweite durchfließt mit einer Länge von 4 km die Stadt Sorgues, bevor er in die Ouvèze auf Höhe des Ortsteils Pontillac abfließt.